# Litoria chloris
Litoria chloris — вид земноводних з роду Австралійська райка родини райкові.
Зустічається в лісах на сході Австралії від Сіднея на півдні до центрального Квінсленда на півночі.

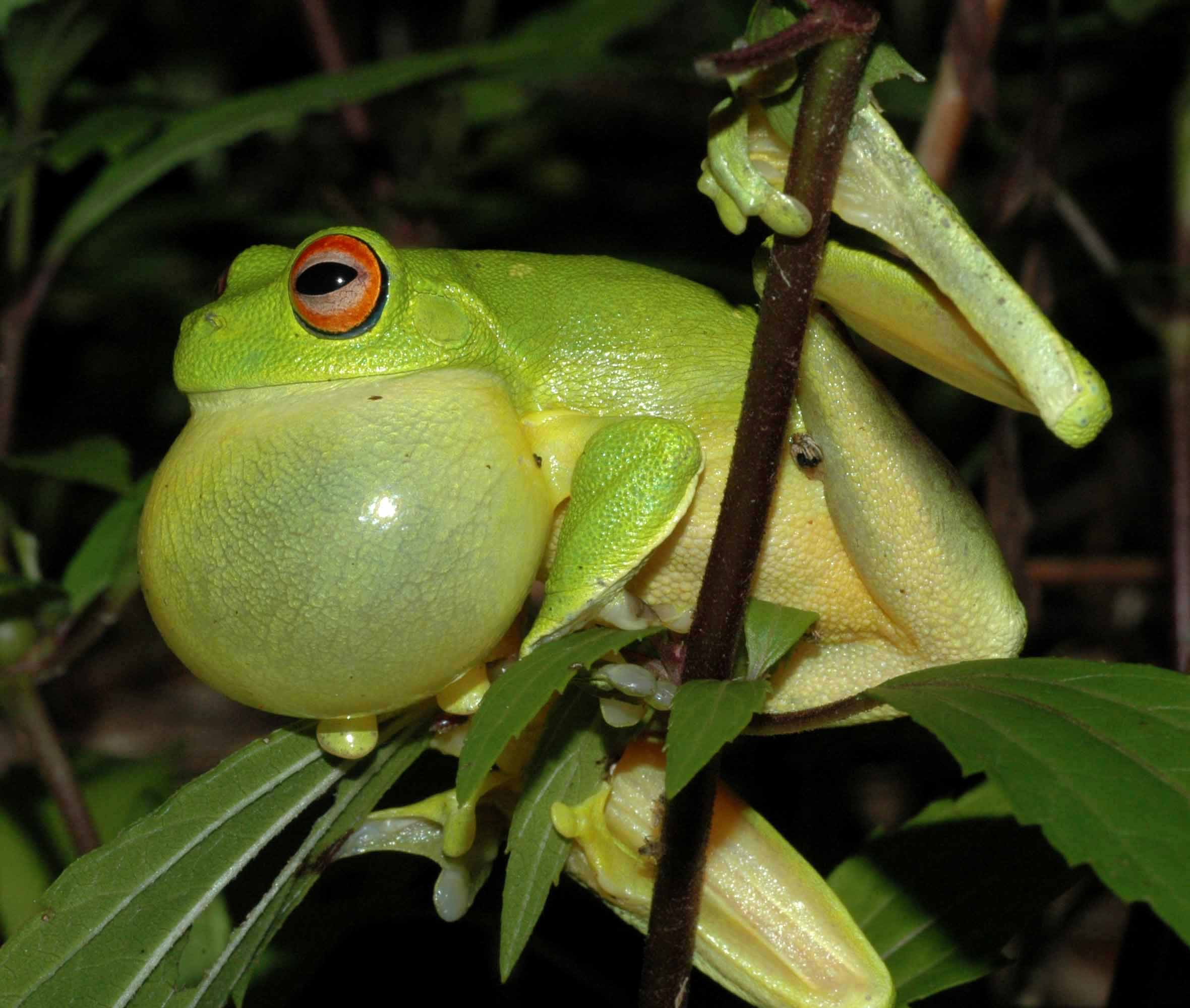
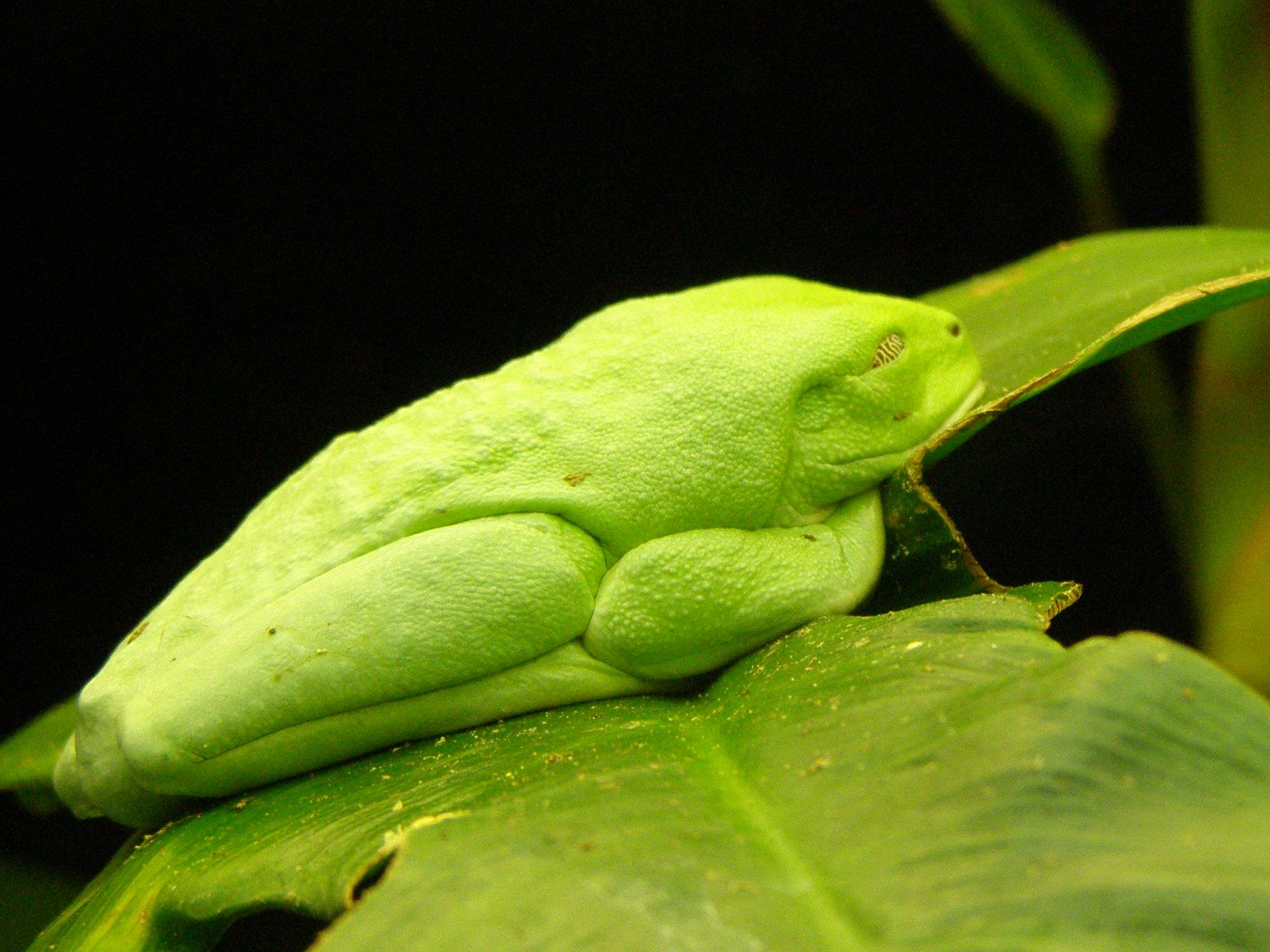